# Vetenskapsåret 1958

## Händelser

### Astronomiochrymdfart
- 31 januari - Explorer 1, USA:s första lyckade konstgjorda satellit, skjuts ut från Cape Canaveral AFS [1].
- 29 juli – USA:s rymdfartsstyrelse NASA bildas efter beslut i USA:s kongress, med målet att samordna och påskynda amerikansk rymdforskning [1].
- 17 augusti - USA skjuter iväg rymdsonden Pioneer 0 mot månen, men sonden når aldrig fram[2].

### Medicin
- 7 juni - Ian Donald publicerar en artikel The Lancet där han beskriver användandet av ultraljud.[3]

### Teknik
- 4 februari - Patent USA Ericofon (patent-nr US 2822432),[4] LM Ericsson
- 29 augusti - Nils Bohlin lämnar in patentansökan för sitt säkerhetsbälte (Säkerhetssele vid fordon, patent-nr SE 227568,[5] beviljad 16 okt 1969).
- 12 september - Första visning Integrerad krets,[6] Jack S Kilby på Texas Instruments.

- Okänt datum - Ålö-Maskiner introducerar världens första snabbkopplade frontlastare.

## Pristagare
- Brinellmedaljen: Ivan Bardin
- Copleymedaljen: John Edensor Littlewood
- Darwinmedaljen: Gavin de Beer
- Davymedaljen: Ronald Norrish
- Fieldsmedaljen: Klaus Roth och Rene Thom
- Nobelpriset: [7]
  - Fysik: Pavel Tjerenkov, Ilja M. Frank, Igor Jevgenjevitj Tamm
  - Kemi: Frederick Sanger
  - Fysiologi/medicin: George Wells Beadle, Edward Lawrie Tatum, Joshua Lederberg
- Sylvestermedaljen: Maxwell Newman
- Wollastonmedaljen: Pentti Eskola [8]

## Födda
- 1 oktober – Andre Geim, rysk-nederländsk fysiker och materialvetare, nobelpristagare.

## Avlidna
- 1 februari – Clinton Davisson, amerikansk fysiker, nobelpristagare.
- 20 juni – Kurt Alder, tysk kemist, nobelpristagare.
- 14 augusti – Frédéric Joliot-Curie, fransk fysiker, nobelpristagare.
- 27 augusti – Ernest Lawrence, amerikansk fysiker, nobelpristagare.
- 15 december – Wolfgang Pauli, österrikisk fysiker, nobelpristagare.

### Fotnoter
1. 1 2  20:e århundrades När Var Hur - 1958, Bernt Himmelstedt, Forum, 1999
2. ↑  NASA Space Science Data Coordinated Archive Arkiverad 10 april 2016 hämtat från the Wayback Machine., läst 9 oktober 2017
3. ↑  ”Ian Donald's paper in The Lancet in 1958”. http://www.ob-ultrasound.net/lancet.html. Läst 27 januari 2008.
4. ↑   patent US2822432, Google Patents /patents.google.com (läst 23 april 2025)
5. ↑   patent-nr SE 227568, Svensk Patentdatabas (tc.prv.se) (läst 29 juni 2024)
6. ↑   Milestones:First Semiconductor, Engineering and Technology History /ethw.org (läst 10 maj 2025)
7. ↑  ”Nobelpriset”. http://nobelprize.org/nobel_prizes/lists/all/index.html. Läst 10 april 2011.
8. ↑  ”Geological Society”. Arkiverad från originalet den 5 juni 2011. https://web.archive.org/web/20110605102217/http://www.geolsoc.org.uk/gsl/society/history/page750.html. Läst 14 april 2011.